# 佐藤二郎 (俳優)
佐藤 二郎（さとう じろう、1951年4月30日 - ）は、日本の俳優。静岡県出身。身長 165cm、体重 68kg。

## 略歴
1972年 - 多摩美術大学多摩芸術学園演劇科卒業。
1972年 - グループ・ナック入団。
1976年 - 劇団ナック結成。
1984年 - 劇団ナック解散。フリーとなる。
1988年 - 劇団「風の街」創立。

## 出演

### テレビ
- エイジ（NHK、2000年7月20日）
- 北条時宗（NHK大河ドラマ、2001年）
- もう一度キス（NHK、2001年）
- ロケット・ボーイ（フジテレビ、2001年）
- 武蔵 MUSASHI（NHK大河ドラマ、2003年）
- 中学生日記（NHK）
- はるちゃん（東海テレビ）

### ラジオ
- FMシアター（NHK FM）

### 映画
- さまちゃれ
- ルイスと不思議の時計

### 舞台
- 風のレジェンド - 宮澤賢治スケッチ
- キネマの夜
- タンゴの駅